# Rolina Ipuche Riva
Rolina Ipuche Riva (Montevideo, 21 de octubre de 1920 - 17 de septiembre de 2002) fue una escritora y periodista uruguaya condecorada en Francia con los más altos honores para una escritora.

## Biografía
Realizó sus estudios de español y francés en el colegio Santo Domingo en Montevideo y obtuvo el título de profesora de francés en el Lycée Francais. Ejerció como docente en la enseñanza secundaria.
Rolina Ipuche Riva fue una escritora uruguaya que vivió en Francia largos períodos donde se formó y cultivó su arte narrativa. Su padre Pedro Leandro Ipuche y su hermano Pedro Ipuche Riva también fueron destacadas personalidades, el segundo fue un reconocido músico y compositor.
Fue condecorada por el Gobierno de Francia con las Orden de las Palmas Académicas en 1968 y con la Ordre National du Mérite en 1974.

## Obra

### Narrativa
- Arroja tu pan sobre el agua (1950)
- El flanco del tiempo (1952)
- Infancia (1953)
- ...Vale una misa (1975)
- El transeúnte (1982)

### Ensayos
- Antología de Pédro Leandro Ipuche (en colaboración con María Esther Cantonnet), (1966)
- Memorias para un retrato (1980)

## Premios
- Premio de Cuentos del concurso. "La Mañana" de Montevideo (1950)
- Premio Nacional de Cuentos, diario "El País" por su libro:  La vieja Pancha (1963)
- Premio Nacional de Cuentos, diario "El Día",  conjuntamente con Cuadernos de París,  por su cuento:  Reencuentro (1964)
- Premio de Narrativa de la Intendencia de Montevideo (1982) por Transeúnte

## Reconocimientos
- Palmes d'O fficier d'Académie (1968)
- Ordre National du Mérite (1974)